# Modello Bismarck

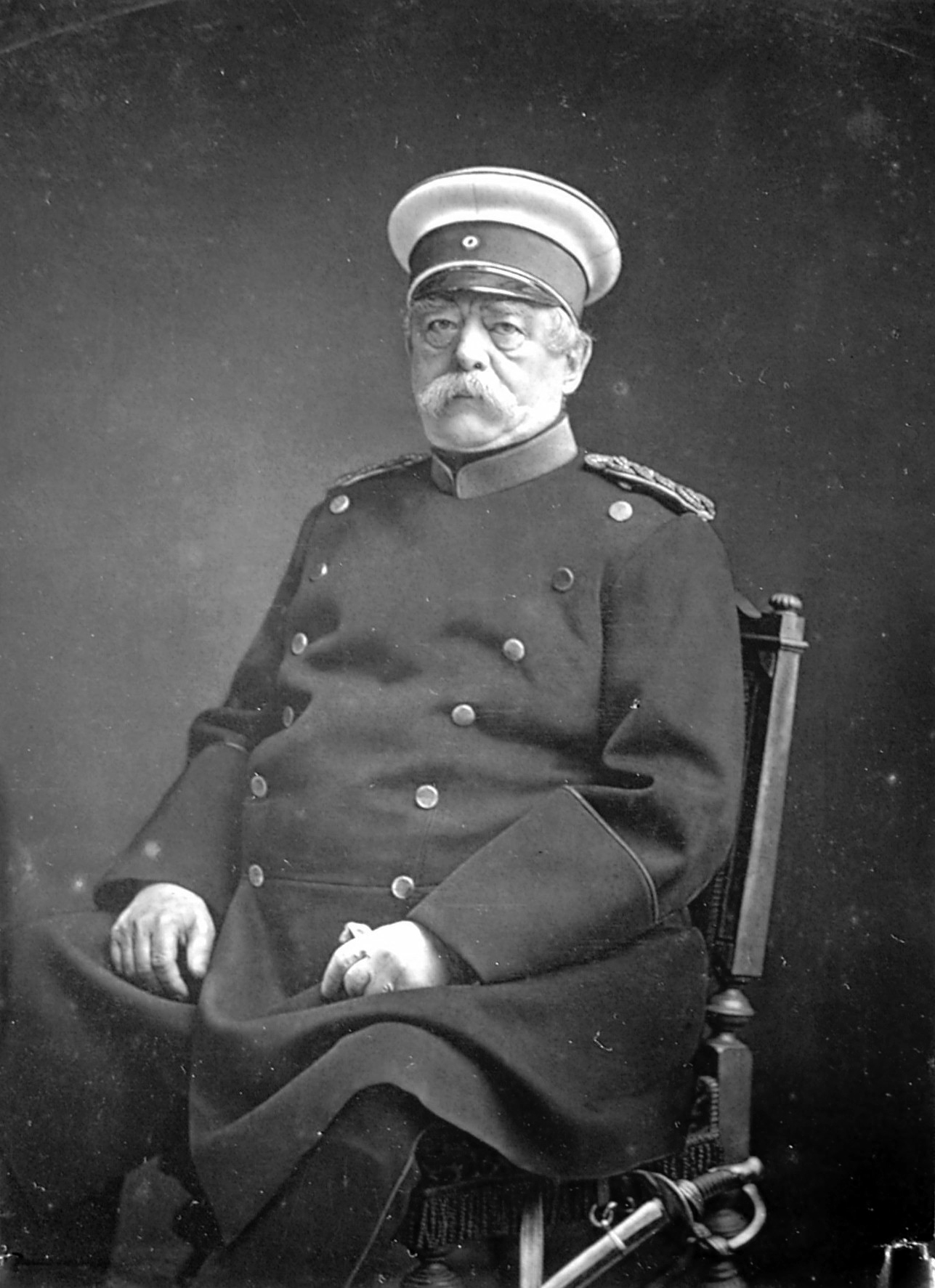
Otto von Bismarck, ideatore del modello Bismarck

Il modello Bismarck (detto anche modello di assicurazione sociale obbligatoria) è un modello sanitario fondato sull'esistenza di assicurazioni sociali finanziate dai contributi dei lavoratori che finanziano le cure degli assicurati presso gli enti sanitari, che possono appartenere al governo, alle assicurazioni stesse o ad enti di diritto privato.

## Storia
Il primo sistema sanitario ispirato a tale modello venne istituito da Otto von Bismarck nel 1883 in Germania, fondato su principi di sussidiarietà, solidarietà e corporativismo, in quanto ogni settore aveva la propria mutua specifica, ed ebbe un impatto positivo sulla salute dei cittadini sin dai primi anni.  Il sistema si diffuse in Europa sino al 1946, quando il Regno Unito introdusse il modello Beveridge, basato sul finanziamento e sull'erogazione delle cure da parte dello Stato.
Dall'introduzione di tale modello alcuni Stati compirono una completa transizione verso di esso, come l'Italia, mentre altri introdussero un sistema misto come la Francia. Tuttavia col crollo dell'URSS e la conseguente apertura all'Occidente del Blocco orientale alcuni Stati, come la Repubblica ceca, rinunciarono al sistema di tipo sovietico per tornare al preesistente modello bismarckiano.

## Esempi
I seguenti Paesi hanno sanità di modello Bismarck:
- Germania
- Austria
- Svizzera
- Paesi Bassi
- Belgio
- Lussemburgo
- Cechia
- Liechtenstein
- Israele[5]

Hanno invece sistemi sanitari misti con caratteristiche bismarckiane:
- Francia
- Slovacchia
- Ungheria
- Slovenia
- Croazia

## Vantaggi
Solitamente i sistemi con caratteristiche bismarckiane offrono tempi d'attesa minori rispetto ai sistemi Beveridge ed un'accessibilità migliore, tanto che il rapporto Euro health consumer index definisce, dal 2014, "Bismarck batte Beveridge" quale "caratteristica permanente" del panorama sanitario europeo.

## Critiche
Il modello Bismarck subisce critiche sia da chi ritiene che sia necessario più controllo statale che meno controllo statale.
In alcuni casi il modello Bismarck ha visto aumenti di costi non indifferenti, come in Svizzera, portando una parte della popolazione a essere priva di assicurazione e quindi con una copertura ridotta.
I sostenitori della sanità di libero mercato, invece, contestano che il modello Bismarck, prevedendo una mediazione assicurativa, impedisca ai prezzi di calare come in una concorrenza perfetta e, seppur più accessibile del modello Beveridge, abbia ancora lunghi tempi d'attesa per certe chirurgie elettive.